# 李棠
李 棠（り とう、? - 553年）は、中国北朝の人物。字は長卿。本貫は渤海郡蓨県。

## 経歴
李元冑の子として生まれた。幼くして父を失ったが、学問を好んで、志操を保った。531年（普泰元年）、高乾兄弟とともに反爾朱氏の挙兵に従った。同年（中興元年）、後廃帝政権の下で衛軍府功曹参軍として召された。532年（太昌元年）、軍功により征虜将軍の号を受け、東萊郡の事務を代行した。534年（永熙3年）、孝武帝が関中に入ったとき、李棠は凹北にいたため、東魏に仕えることとなった。
538年（元象元年）、高仲密が東魏の北豫州刺史となると、李棠はその下で掾となった。高仲密は吏部郎中の崔暹との仲が険悪であったが、崔暹は高澄の信任をえていたため、高仲密は自分の立場に不安を感じて、西魏への帰順を計画した。李棠はこれに協力して、北豫州の軍事をつかさどる奚寿興を説得して引き入れた。このため高仲密は州城ごと西魏に帰順することができ、李棠は長安に派遣されて、宇文泰と面会した。衛将軍・右光禄大夫の位を受け、広宗県公に封じられた。まもなく給事黄門侍郎に転じ、車騎大将軍・儀同三司・散騎常侍の位を加えられた。
553年（廃帝2年）、魏安公尉遅迥の下で蜀への遠征に従った。投降を説得するため、成都に入ったが、蕭撝に捕らえられ、笞打たれた。拷問されても、機密を話さなかったため、殺害された。
子の李敞が後を嗣いだ。

## 伝記資料
- 『周書』巻46 列伝第38
- 『北史』巻85 列伝第73